# 三交不動産
三交不動産株式会社（さんこうふどうさん 英: Sanco Real Estate Co., Ltd.）は、三重県津市に本社を置く日本の不動産会社である。三重交通グループホールディングスの傘下企業であり近鉄グループに属する。主に東海地方で事業展開をしているが、首都圏や関西圏にも進出している。

## 沿革
- 1955年7月1日 - 株式会社三重会館として設立。
- 1957年 - 旧・三交不動産株式会社が設立。
- 1964年 - 株式会社三重会館と旧・三交不動産株式会社が合併。商号を三交不動産株式会社とする。
- 1995年3月24日 - マイカルと共同で日本最大級（当時）のショッピングセンター「マイカル桑名」（現・イオンモール桑名）を開業する[2]。
- 2006年10月2日 - 共同持株会社三交ホールディングス（現在の三重交通グループホールディングス）を三重交通と設立し、傘下に入る。
- 2010年
  - 4月1日 - 三交ホーム株式会社と合併し、新たな三交不動産株式会社となる[3]。
  - 9月1日 - 株式会社アンクと合併。
- 2012年
  - 5月 - メガソーラーへの参入を発表。同年12月より着工を開始し、2013年4月に第1発電所、8月に第2発電所の運転を開始[4]。
  - 11月29日 - 愛知県豊田市に複合商業施設の豊田ラッツをオープン[5]。

## 事業所
現在の事業所の詳細は、公式サイトの支店・事業所を参照。
- 本社（三重県津市）
- 中部支店中部営業部（愛知県名古屋市中村区）
- 中部支店東京営業部（東京都中央区）
- 大阪支店（大阪府大阪市北区）
- 営業所
  - 仲介事業：名駅、緑、金山、大曽根、桑名、四日市、鈴鹿白子、鈴鹿平田、津、松阪、伊勢